# Maria Seidemann
Maria Seidemann (* 16. Oktober 1944 in Engelsdorf, Leipzig; † 7. September 2010 in Lehnin) war eine deutsche Schriftstellerin.

## Leben
Maria Seidemann absolvierte, nachdem sie 1964 ihre Reifeprüfung an der EOS Dresden-Süd abgelegt hatte, an einer Fachschule in Potsdam eine dreijährige Ausbildung zur Archivarin. Nach dem Abschluss dieser Ausbildung unterrichtete sie an der Potsdamer Fachschule Geschichte. Gleichzeitig studierte sie selbst per Fernstudium ebendieses Fach an der Humboldt-Universität. In den Jahren 1972 bis 1973 war sie Teilnehmerin eines Literaturkurses am Leipziger Institut für Literatur „Johannes R. Becher“. Eine kurzzeitige Tätigkeit als Archivarin am
Staatlichen Filmarchiv der DDR schloss sich an. Ab 1974 lebte Maria Seidemann als freie Schriftstellerin in Potsdam.
Maria Seidemann debütierte als Autorin mit Gedichten, später folgten Erzählungen und Romane aus dem
DDR-Alltag. Seit Mitte der 1980er Jahre lag der Schwerpunkt ihres Werks beim Kinder- und Jugendbuch. In dem Jugendbuch Neunfinger behandelte sie 1983 das bis dahin in der DDR weitgehend tabuisierte Thema des Lebens mit einer Körperbehinderung.
Maria Seidemann, die ab 1981 dem Schriftstellerverband der DDR angehörte und ab 1990 Mitglied des Verbandes Deutscher Schriftsteller war, erhielt u. a. folgende Auszeichnungen: 1982 den Debütpreis des Schriftstellerverbandes der DDR, 1986 den
Theodor-Fontane-Preis des Bezirks Potsdam, 1989 den Alex-Wedding-Preis, 1990 den Buxtehuder Bullen sowie 1998 den Ehm-Welk-Literaturpreis.
Im Jahr 2004 erlitt sie einen schweren Verkehrsunfall. Bei der anschließenden Untersuchung kam es auch zur Diagnose Brustkrebs. Am 7. September 2010 starb sie mit 65 Jahren an den Folgen des Krebsleidens.

## Werke
- mit Christa Müller, Reiner Putzger: Kieselsteine, Berlin [u. a.] 1975
- Der Tag, an dem Sir Henry starb, Berlin 1980
- Nasenflöte, Berlin 1983
- Neunfinger, Berlin 1983
- Die honiggelbe Kutsche, Berlin 1985
- Das Lied vom Ahornbaum, Berlin 1985
- Das geschminkte Chamäleon, Berlin 1986
- Rosalie, Berlin 1988
- Ein Floß mit rotem Segel, Berlin 1989
- Die Reise nach Buxtehude, Buxtehude 1991
- mit Barbara Moßmann: Ein Gespenst sucht ein Zuhause, Würzburg 1994
- mit Verena Ballhaus: Der kleine Drache auf dem Berg, Würzburg 1994
- mit Hans G. Schellenberger: Das will ich wissen – Dinosaurier, Würzburg 1994
- mit Birgit Rieger: Bine und die blaue Hexe, Würzburg 1995
- Ein Bruder auf Probe, München 1995
- Ferien mit Minka, Würzburg 1995
- Mein Vater ist ein Weihnachtsmann, Leipzig 1995
- mit Birgit Rieger: Mama bekommt ein Baby, Würzburg 1996
- An einem Freitag im Mai, München 1997
- mit Ralf Butschkow: Spilly, der Flußpirat, Würzburg 1997
- mit Hildegard Müller: Teddy wird gesund, Würzburg 1997
- Zwei starke Freunde, Würzburg 1997
- Big City Rap, Würzburg 1998
- mit Petra Probst: Kathrin in der Stadt, Würzburg 1998
- mit Leontine Schmidt: Der kleine Bär lernt das ABC, Würzburg 1998
- Rosa Luxemburg und Leo Jogiches, Berlin 1998
- mit Katja Schubert: Patrick und die Feuerwehr, Würzburg 1999
- mit Ralf Butschkow: Piratengeschichten, Würzburg 1999
- mit Jutta Garbert: Eine Schultüte für Anton, Würzburg 1999
- mit Irmgard Paule: Bastis tollster Schultag, Würzburg 2000
- Ferien auf dem Weidenhof, Würzburg 2000
- mit Katja Schubert: Der kleine Bär und die Zahlen, Würzburg 2000
- mit Carola Holland: Kunterbunte ABC-Geschichten, Würzburg 2000
- mit Don-Oliver Matthies: Das will ich wissen – Pyramiden und Pharaonen, Würzburg 2000
- Das Dschungelbuch, Würzburg 2001
- Hütte und Stern, Neubrandenburg 2001
- mit Thomas Schallnau: Kleines Weihnachts-ABC, München 2001
- mit Don-Oliver Matthies: Ritter Kilian und der wilde Drache, Würzburg 2001
- mit Peter Klauke: Das will ich wissen – Die Ritterburg, Würzburg 2001
- mit Betina Gotzen-Beek: Erste ABC-Geschichten, Würzburg 2002
- Gisbert der Kurzsichtige, München 2002
- mit Thomas Schallnau: Der Kater im Flugzeug, München 2002
- Das will ich wissen – Das Leben im Mittelalter, Würzburg 2002
- Aladin und die Wunderlampe, Würzburg 2003
- Gisbert der Klarsichtige, München 2003
- mit Constanze Schargan: Der kleine Bär und die Uhr, Würzburg 2003
- mit Johannes Herbst: Was macht der Igel im August?, Würzburg 2003
- Heidi, Würzburg 2004
- Nils Holgersson, Würzburg 2004
- Pia und die Graffiti-Geister, München 2004
- mit Christa Unzner: Was macht der Kater in der Nacht?, Münster 2004
- Das will ich wissen – Das alte Ägypten, Würzburg 2004
- Der Zauberer von Oz, Würzburg 2004
- Lena. - Filmszenarium Teil 1& 2, Rebelow & Potsdam 2004
- Nach Europa unterwegs, Herbolzheim 2005
- Erik und die kelien Nixe, Würzburg 2005
- Ein Schulanfang voller Überraschungen, Würzburg 2005
- Schlehdorn - Erzählung , Potsdam 2006
- Unser Schneemann ist der Beste!, Würzburg 2006
- Pinocchios Abenteuer, Würzburg 2006
- Die Ritterburg, Würzburg 2006
- Der kleine Zauberer Sim Salabim, Würzburg 2006
- Das alte Rom, Würzburg 2006
- Ritter Robin und der Drachenschatz, Würzburg 2007
- Der Wind in den Weiden, Würzburg 2007
- Alice im Wunderland, Münster 2007
- Robin Hood, Würzburg 2008
- Der Weihnachtsmann im Winterschlaf, Halle 2008
- Der Kater im Flugzeug, Halle 2008
- Wackelzahn-Geschichten, Würzburg 2009
- Sindbads Abenteuer, Würzburg 2010
- Die schönsten ABC-Geschichten, Würzburg 2010
- Des Kaisers neue Kleider, Würzburg 2010
- Der kleine Bär lernt die Buchstaben, Würzburg 2010
- Huckleberry Finns Abenteuer, Würzburg 2011
- Hilfe für den kleinen Delfin. Illustrationen: Hans-Günther Döring Arena Verlag, Würzburg 2011
- Der kleine Lord, Würzburg 2011
- Auf den Spuren von Römern, Rittern und Piraten, Würzburg 2011
- Nils Holgersson, Würzburg 2012
- Heidi, Würzburg 2012
- Ein Schulanfang voller Überraschungen, Würzburg 2012
- Die Krähenjägerin, Halle 2012

## Herausgeberschaft
- Winterwald und Weihnachtsstern, Würzburg 1997